# Богатов, Виктор Всеволодович
Ви́ктор Все́володович Бога́тов (род. 16 мая 1951, Калинин) — российский ученый-гидробиолог, специалист в области малакологии и охраны природы, академик РАН (2019). Вице-президент и председатель Приморского отделения Всероссийского гидробиологического общества при РАН. Главный научный сотрудник лаборатории пресноводной гидробиологии Федерального научного центра биоразнообразия наземной биоты Восточной Азии ДВО РАН. Главный ученый секретарь Дальневосточного отделения РАН (2013—2024). Доктор биологических наук (1993), профессор (2010).

## Биография
Окончил химико-биологический факультет Тверского государственного университета (1973). В 1982 году защитил кандидатскую диссертацию «Донные беспозвоночные и их дрифт в некоторых реках Дальнего Востока», в 1993 году — докторскую диссертацию «Экология речных сообществ Дальнего Востока России».
В 1994—2002 годах возглавлял Управление организации научных исследований Президиума ДВО РАН; в этот же период был руководителем крупных научных проектов, в том числе организатором и начальником 8 международных научных морских экспедиций на Курильские острова. В 2002—2008 годах профессор кафедры геоинформационных систем Дальневосточного государственного университета. В настоящее время является заведующим лабораторией пресноводных сообществ Биолого-почвенного института ДВО РАН. 22 декабря 2011 года избран членом-корреспондентом РАН по Отделению биологических наук.
Член редколлегии журналов «Экология», «Вестник Северо-Восточного научного центра» и «Русский гидробиологический журнал», председатель диссертационного совета при БПИ ДВО РАН, член бюро Научного совета РАН по гидробиологии и ихтиологии, заместитель председателя Дальневосточной секции Научного совета РАН по экологии и чрезвычайным ситуациям, член президиума Гидробиологического общества при РАН.
Член Международной ассоциации теоретической и прикладной лимнологии (SIL), Общества пресноводных наук (SFS), Международного общества медицинской и прикладной малакологии (ISMAM), в 2015—2016 годах — председатель Бентологического общества Азии (BSA).
Государственный научный стипендиат 1994—1996, 1997—1999 и 2000—2002 гг., лауреат премии ДВО РАН им. академика А. В. Жирмунского (2010). 15 ноября 2019 года избран академиком РАН.

## Научная деятельность
В. В. Богатовым разработано новое направление в изучении дрифта речного бентоса, концепция реобиома, развиты представления о континуальном характере речных экосистем. Его исследования причин эвтрофикации вод в условиях муссонного климата позволили по новому подойти к решению вопросов сохранения и рационального использования уникальных природных комплексов. Под его руководством были разработаны две региональные экологические программы. Руководитель проектов РФФИ и ФЦНТП «Биоразнообразие», результаты которых вошли в число важнейших (2000 и 2003 гг.) и основных достижений РАН.